# قشلاق إسماعيل خان جليل رنجبر (مقاطعة بيله سوار)
قشلاق إسماعیل خان جلیل رنجبر (بالفارسية: قشلاق اسماعل‌خان جلیل رنجبر) هي منطقة سكنية تقع في إيران في أردبيل. يقدر عدد سكانها بـ 21 نسمة .